# Суккот, Цви
Цви Йеди́дья Сукко́т (ивр. צבי ידידיה סוכות‎; род. 3 октября 1990, Израиль) — депутат израильского Кнессета в рамках правой национально-религиозной фракции «Ха-Цийонут ха-Датит».

## Биография
Родился в 1989 году в ультраортодоксальной семье в городе Бейтар-Илит. В настоящее время проживает в поселении Ицхар в Самарии. Женат, имеет троих детей.
Получил известность в 2009 году, когда был задержан полицией за нанесение на стену мечети в палестинской деревне Ясуф надписи «таг мехир».
С 2005 года член организации «Молодёжь холмов» (объединяющей правоэкстремистски настроенных религиозных молодых людей допризывного возраста, проживающих в Иудеи и Самарии), известной своими насильственными действиями в отношении палестинцев.
В дальнейшем Цви Суккот вышел из организации «Молодёжь холмов», в категорической форме осудил всякие проявления насилия и занялся институциональной (в рамках закона) политикой. В последние несколько лет Цви Суккот работал директором партии «Оцма Йехудит».
Неоднократно участвовал в организации еврейских поселений в Иудеи и Самарии. Организует экскурсии на объекты, связанные с еврейской историей и библейскими местами в Самарии.